# Campionato del mondo di arrampicata 2007
Il Campionato del mondo di arrampicata 2007 si è tenuto dal 17 al 23 settembre 2007 a Avilés, Spagna.

## Specialità lead

### Uomini
| Pos. | Atleta                   | Paese       |
| ---- | ------------------------ | ----------- |
|      | Ramón Julián Puigblanque | Spagna      |
|      | Patxi Usobiaga Lakunza   | Spagna      |
|      | Cédric Lachat            | Svizzera    |
|      | Tomás Mrázek             | Rep. Ceca   |
|      | Jorg Verhoeven           | Paesi Bassi |
| 6    | Flavio Crespi            | Italia      |
| 7    | Eric Lopez Mateos        | Spagna      |
| 8    | Magnus Midtboe           | Norvegia    |
| 9    | David Lama               | Austria     |
| 10   | Fabien Dugit             | Francia     |

### Donne
| Pos. | Atleta                | Paese         |
| ---- | --------------------- | ------------- |
|      | Angela Eiter          | Austria       |
|      | Muriel Sarkany        | Belgio        |
|      | Maja Vidmar           | Slovenia      |
| 4    | Yuka Kobayashi        | Giappone      |
| 5    | Irati Anda Villanueva | Spagna        |
| 6    | Katharina Saurwein    | Austria       |
| 7    | Natalija Gros         | Slovenia      |
| 8    | Jain Kim              | Corea del Sud |
| 9    | Sandrine Levet        | Francia       |
| 10   | Charlotte Durif       | Francia       |

## Specialità boulder

### Uomini
| Pos. | Atleta               | Paese         |
| ---- | -------------------- | ------------- |
|      | Dmitry Sharafutdinov | Russia        |
|      | Martin Stranik       | Rep. Ceca     |
|      | Cédric Lachat        | Svizzera      |
| 4    | Stephane Julien      | Francia       |
| 5    | Sangwon Son          | Corea del Sud |
| 6    | Daniel Dulac         | Francia       |
| 7    | Casper Ten Sijthoff  | Paesi Bassi   |
| 8    | Rustam Gelmanov      | Russia        |
| 9    | Jorg Verhoeven       | Paesi Bassi   |
| 10   | Christian Core       | Italia        |

### Donne
| Pos. | Atleta             | Paese    |
| ---- | ------------------ | -------- |
|      | Anna Stöhr         | Austria  |
|      | Akiyo Noguchi      | Giappone |
|      | Olga Bibik         | Russia   |
| 4    | Yulia Abramchuk    | Russia   |
| 5    | Juliette Danion    | Francia  |
| 6    | Svitlana Tuzhylina | Ucraina  |
| 7    | Yana Chereshneva   | Russia   |
| 8    | Maud Ansade        | Francia  |
| 8    | Angela Eiter       | Austria  |
| 8    | Chloé Graftiaux    | Belgio   |
| 8    | Sandrine Levet     | Francia  |
| 8    | Tatiana Tarasova   | Russia   |

## Specialità speed

### Uomini
| Pos. | Atleta                 | Paese     |
| ---- | ---------------------- | --------- |
|      | Qixin Zhong            | Cina      |
|      | Manuel Escobar         | Venezuela |
|      | Sergey Sinitsyn        | Russia    |
| 4    | Evgenii Vaitcekhovskii | Russia    |
| 5    | Lucas Preti            | Italia    |
| 6    | Alexander Kosterin     | Russia    |
| 7    | Maksym Styenkovyy      | Ucraina   |
| 8    | Libor Hroza            | Rep. Ceca |
| 9    | Leonel De Las Salas    | Venezuela |
| 10   | Alexander Peshekhonov  | Russia    |

### Donne
| Pos. | Atleta             | Paese      |
| ---- | ------------------ | ---------- |
|      | Tatiana Ruyga      | Russia     |
|      | Edyta Ropek        | Polonia    |
|      | Valentina Yurina   | Russia     |
| 4    | Lai-Sho Cheng      | Hong Kong  |
| 5    | Chunhua Li         | Cina       |
| 6    | Svitlana Tuzhylina | Ucraina    |
| 7    | Jenny Lavarda      | Italia     |
| 8    | Lucelia Blanco     | Venezuela  |
| 9    | Francis Rodriguez  | Venezuela  |
| 10   | Tamara Kuznetsova  | Kazakistan |